# Apamea lunulata
Apamea lunulata là một loài bướm đêm trong họ Noctuidae.